# Василівська сільська рада (Білоцерківський район)
| Василівська сільська рада — орган місцевого самоврядування у Білоцерківському районі Київської області з адміністративним центром у с. Василів. Історична дата утворення: в 1921 році. Водоймища на території, підпорядкованій даній раді: річка Красна. Сільській раді підпорядковані населені пункти: - с. Василів |

## Склад ради
Рада складається з 12 депутатів та голови.

### Керівний склад ради
| ПІБ                             | Основні відомості                                                    | Дата обрання | Дата звільнення |
| ------------------------------- | -------------------------------------------------------------------- | ------------ | --------------- |
| Ольшанська Оксана Володимирівна | Сільський голова, 1970 року народження, освіта, член народної партії | 26.03.2006   | 31.10.2010      |

Примітка: таблиця складена за даними джерела